# Myomimus setzeri
Il ghiro coda di topo di Setzer  (Myomimus setzeri Rossolimo, 1976) è un roditore della famiglia dei Gliridi.

## Descrizione
Il suo corpo ha una lunghezza compresa tra i 6.1 e i 12 cm, esclusa la coda che, a differenza degli altri gliridi, non è folta ma più simile a quella del topo, con una lunghezza tra i 5.3 e i 9.4 cm (di media 7 cm) e ricoperta da piccoli peli bianchi. La livrea mostra una netta linea di separazione tra la regione superiore, bruno-rossastra, e quella inferiore che invece è bianca. Le femmine sono dotate di 7 paia di mammelle. Il peso può variare tra i 21 e i 56 grammi.

## Distribuzione e habitat
È una specie endemica dell'Iran nord-occidentale che vive in vari tipi di habitat: zone di aperta campagna, campi coltivati e lungo le rive dei fiumi.

## Biologia
Come le altre specie del genere Myomimus, differisce dagli altri gliridi perché non conduce una vita arboricola, preferendo rimanere sul suolo. Si ciba principalmente di semi, mandorle, frutta, grano, insetti, uova e piccoli vertebrati.

## Status e conservazione
La Zoological Society of London, in base a criteri di unicità evolutiva e di esiguità della popolazione, considera il Myomimus setzeri una delle 100 specie di mammiferi a maggiore rischio di estinzione.